# Aurelio González Ovies
Pour les articles homonymes, voir Aurelio González et González.
Aurelio González Ovies (né à Bañugues dans les Asturies le 9 février 1964) est un écrivain et poète espagnol. Docteur en philologie classique, il est maître de conférences de latin à l'Université d'Oviedo.

## Biographie
Publiant d'abord des poésies, il prend en 2007 le chemin de la littérature d'enfance et de jeunesse avec la publication de l’album illustré El poema que cayó a la mar (2007). Plusieurs de ces titres ont été coédités en plusieurs langues (castillan, catalan, asturien), et Versonajes (2013) a été distingué par le Ministère de l'Éducation de la Culture et des Sports avec un prix à l’édition : Meilleur Livre Édité en Espagne 2014, dans la rubrique Livres d’Enfance et de Jeunesse.
María García Esperón, écrivaine mexicaine de littérature d'enfance et de jeunesse, s’est engagée depuis quelques années à faire connaître la voix d’Aurelio González Ovies dans le monde à travers la diffusion de son œuvre poétique sur Internet. Selon elle, « sa poésie naît de l’expérience simple, du sentiment, de l’amour pour ses racines, de l'amour pour ce que nous sommes, de la merveille qui est se sentir vivant et de pouvoir apprécier les moments difficiles de la propre existence : la mort, la séparation, … tout ce que les êtres humains vivent comme si c’était une nouvelle manifestation de la beauté. »
Aurelio González Ovies est étudié dans une thèse de doctorat présentée à l'Université d'Oviedo par Sara María Bárcena de Cuendias : elle explique que « sa poésie sert à revendiquer le poète libre, contre-tendance, désaccordé dans le meilleur sens du mot. »
Il est également un collaborateur régulier des journaux asturiens avec des articles d'opinion. Il écrit notamment une chronique d'inspiration poétique toutes les deux semaines pour La Nueva España. Ainsi donc « sa poésie est simple (à savoir que la simplicité est un don ; il n’y existe pas de cours de grammaire possible pour y accéder) et aussi profonde; ses vers touchent le lecteur commun, celui de tous les jours, mais aussi, ils touchent le lecteur ayant connaissance de la forme, de la musicalité, du style, de l’originalité et du message de la parole poétique. »

## Prix littéraires
- Prix international de poésie Ángel González. 1990.
- Prix international de poésie Feria del Libro-Ateneo Jovellanos. 1991.
- Prix Hispanoaméricain de poésie Juan Ramón Jiménez. 1992.
- Accessit Prix Adonáis de Poésie. 1992.
- Accessit Prix Esquío. 1994.

## Œuvre poétique
- Las horas en vano, Plaquette. Heracles y nosotros. Gijón, 1989
- Versos para Ana sin número, Oviedo, 1989
- La edad del saúco, Mieres, 1991
- En presente (y poemas de Álbum amarillo), Gijón, 1991
- La hora de las gaviotas, Huelva, 1992
- Vengo del norte, Rialp, Madrid, 1993
- Nadie responde, El Ferrol, 1994
- (Ed.) La muerte tiene llave, Fíbula, Avilés, 1994
- (Ed.) Con los cinco sentidos, Fíbula, Avilés, 1997
- (Ed.) Las señas del perseguidor, Fíbula, Avilés 1999
- Nada, Ed. Deva, Gijón, 2001
- 34 (Poemes a imaxe del silenciu), Oviedo, 2003
- Tocata y Fuga, Alvízoras Llibros, Oviedo, 2004
- (Ed.) Una realidad aparte, Fíbula, Avilés, 2005
- El poema que cayó a la mar, Pintar-Pintar, Oviedo, 2007
- Chispina, Pintar-Pintar, Oviedo, 2008
- Caracol, Pintar-Pintar, Oviedo, 2008
- Esta luz tan breve (Poesía 1988-2008), Saltadera. Oviedo, 2008
- El cantu’l tordu, ALLA. Oviedo, 2009
- Todo ama, Pintar-Pintar, Oviedo, 2009
- (Ed.) NO, Fíbula, Avilés, 2009
- Mi madre, Pintar-Pintar, Oviedo, 2010
- Loles, Pintar-Pintar, Oviedo, 2011
- Versonajes, Pintar-Pintar, Oviedo, 2013
- Nada más para siempre que el ahora, 2017
- Esta luz tan breve (Poesía 1988-2008), Saltadera, Oviedo, 2018

## Anthologies et ouvrages collectifs
- Antología de poesía española, de José Enrique Martínez Fernández. Castalia, 1997.
- La caja de Pandora. Oviedo. 1997.
- Encuentros. Artizar. Oviedo. 1997.
- Ángel González en la generación del 50: Diálogo con los poetas de la experiencia. Tribuna Ciudadana. Oviedo. 1998.
- Prologue de El color del aire, de José Manuel Gutierrez. Olifante. 1999.
- Anthologie (Luis Salcines ed.) Toles direcciones /Todas direcciones. Asturias-Santander.2001.
- Sixième Anthologie d' Adonais. Ediciones Rialp, S.A. Madrid. 2004.
- Coordination de l'ouvrage II Concurso de Cuentos y I de Poesía "PUMUO". Université d'Oviedo. 2004.
- Anthologie Poesía asturiana contemporánea. Palabres clares. Trabe. Oviedo. 2005.
- Anthologie Poesía Astur de hoy. Zigurat. Hungría-Ateneo Obrero de Gijón. 2005.
- Anthologie La hamaca de lona. Málaga. 2006.
- Anthologie Al aldu. Poesía para el segundo ciclo de ESO'. 2005.
- Catalogue de l'exposition El aire también muere de Elisa Torreira. Pamplona. 2005.
- Anthologie Poesía para vencejos. León. 2007.
- Una vida para la literatura. Gijón. 2007.
- Se envellecemos xuntos. El Ferrol. 2007.
- Anthologie Vida de perros. Poemas perrunos. Buscarini. Logroño. 2007.
- Anthologie de récits Dir pa escuela. Ámbitu, Oviedo. 2008.
- Catalogue de l'exposition El arte del retrato, collection Masaveu. Sociedad Anónima Tudela Veguín. Oviedo. 2008.
- Anthologie El paisaje literario. Université de Las Palmas de Gran Canaria. 2009.
- Anthologie Abrazos de náufrago. Huelva. 2009.
- Anthologie Poetas asturianos para el siglo XXI de Carlos Ardavín. Trea. 2009.
- Trabanco (Prix Alfredo Quirós Fernández). Gijón. 2009.
- Anthologie Poetas de Asturias en Cangas de Onís. Santander. 2009.
- Anthologie Por partida doble. Poesía asturiana actual. Trabe. Oviedo. 2009.
- Anthologie Toma de tierra. Poetas en lengua asturiana. Antología (1975-2010). Trea. Gijón. 2010.
- Anthologie Alrededor de Luis Alberto de Cuenca. Neverland. 2011.
- Se envellecemos xuntos. Galebook. 2013.
- Anthologie Contra'l silenciu de Berto García. Suburbia Ediciones S.L., Gijón. 2014.

## Contributions dans des journaux et revues
- Collaborateur au journal El Periòdico de Quirós depuis 2001.
- Collaborateur dans le supplément culturel La nueva Quintana au journal La Nueva España.
- Chroniqueur au journal La Nueva España (chronique La Rucha) depuis 2006.
- Chroniqueur au journal La Voz de Asturias (chronique La Rueda) de 2007 à 2012.
- Critique littéraire et collaborateur dans des différentes revues nationales et internationales: Sibila, Otro lunes, Lunas Rojas, Arquitrave, MicRomania, Ágora, Il Convivio, etc.